# The Opened Shutters
The Opened Shutters er en amerikansk stumfilm fra 1914 af Otis Turner.

## Medvirkende
- William Worthington som Thinkright Johnson.
- Frank Lloyd som dommer Calvin Trent.
- Herbert Rawlinson som John Dunham.
- Ann Little som Sylvia Lacey.
- Betty Schade som Edna Derwent.